# Mike Origi
Michael Okoth Origi (sinh ngày 16 tháng 11 năm 1967), thường được gọi là Mike Okoth, là một cầu thủ bóng đá người Kenya đã nghỉ hưu. Ban đầu chơi với tư cách là một thủ môn, anh đã chuyển đổi thành một tiền đạo tại Shabana, một vị trí mà anh sẽ đảm nhiệm cho cả câu lạc bộ và quốc gia.